# Yoshida Hanbei
En aquest nom japonès, el cognom és Yoshida.

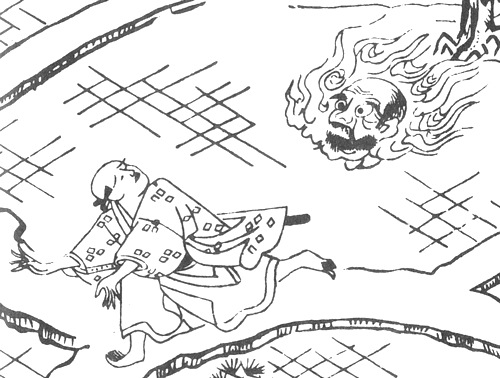
Sogenbi (宗玄火), l'ardent fantasma d'un mico roba-oli, de Yoshida Hanbei, 1683

Yoshida Hanbei (吉田 半兵衛) va ser un il·lustrador japonès de finals del segle xvii en l'estil ukiyo-e, líder en el seu camp a Kyoto i Osaka entre 1664 i 1689. A diferència de molts altres artistes d'ukiyo-e famosos que treballaven principalment amb xilografies individuals i pintures, Hanbei treballava principalment, si no exclusivament, en il·lustracions per a llibres xilogràfics. També conegut com a Yoshida Sadakichi, el seu nom de vegades també es romanitza Hambei.
Hanbei va ser el primer il·lustrador de llibres ukiyo-e de Kamigata que va signar la seva obra. Un dels artistes més prolífics de principis de l'ukiyo-e, com a mínim va produir obra per a noranta llibres diferents, passant de les mil il·lustracions individuals. La seva obra va aparèixer en una multitud de texts, inclosos llibres d'obres de teatre jōruri, obres kabuki, novel·les, llibres de viatges, temes budistes, texts musicals i crítiques cortesanes, entre d'altres. És especialment famós per les seves il·lustracions de les novel·les de Saikaku, i pel seu Joyō Kimmō-zui (女用訓蒙図彙, "Enciclopèdia de Dames Il·lustrada"), que llueix modes de quimono.
Venint el seu estil dels anònims il·lustradors de la zona de Kyoto que el van precedir, l'únic mestre d'Hanbei de qui se'n sap el nom és Shogoro; tanmateix, no ha sobreviscut cap obra signada per aquest professor. Com que encara no eren comuns els àlbums i llibres d'art de mides grans, els treballs monocroms d'Hanbei al mitjà restringit de les il·lustracions de llibres no li permetien mostrar una gran individualitat o creativitat, a part d'unes poques obres shunga (imatges eròtiques) que va produir. Richard Lane diu d'Hanbei que "les seves il·lustracions són sistemàticament hàbils i ben elaborades, però també són clarament l'obra d'un mestre amb talent, més que no pas d'un geni artístic."
Es creu que Hanbei va morir o bé es va retirar el 1690. Dos deixebles seus es van ocupar de la il·lustració de llibres d'aquella regió, però no van signar la seva obra, deixant-la anònima.